# Knittlingen
Knittlingen – miasto w Niemczech, w kraju związkowym Badenia-Wirtembergia, w rejencji Karlsruhe, w regionie Nordschwarzwald, w powiecie Enz. Leży w Strombergu, w Parku Krajobrazowym Stromberg-Heuchelberg, nad Saalbach, ok. 15 km na północ od Pforzheim, przy drodze krajowej B35.

## Współpraca
Miejscowości partnerskie:
- Benaoján, Hiszpania
- Montejaque, Hiszpania